# قائمة الرموز الرسومية الأساسية لمخططات الدارات الكهربائية والإلكترونية
هذه قائمة للرموز الرسوميّة الأساسية لمخططات الدارات الكهربائية والإلكترونية (بالإنجليزية: List of fundamental graphic symbols for electrical and electronics diagrams)‏، وهي جزء من معيار معهد مهندسي الكهرباء والإلكترونيات المُسمّى: «رموز رسومية للمخططات الإلكترونية والكهربائية»، والمعروف اختصاراً بالاسم الرمزي "IEEE 315". بشكل عام، الرموز الرسوميّة في الهندسة الكهربائية هي طريقة اختزال تستعمل لإظهار وظيفة أو اتصال بيني لدارة ما إظهاراً رسومياً، وقد يُمثل الرمز الرسومي دالة لجزء من دارة.
اعتمد معهد مهندسي الكهرباء والإلكترونيات المعيار الأصيل في العام 1975م، ثم أعيد تنسيقه وتوسيعه عام 1993 ليصبح بشكله الحالي. في هذا المعيار، تبدأ فهارس جميع الرموز الرسومية للعناصر الظرفية بالرقم 2، وتضم قائمة الرموز الظرفية 17 عائلة فرعية من الرموز، ويشير الرقم الثاني في الفهرس إلى عائلة الرموز الفرعية التي ينتمي إليها الرمز.
بالإمكان الاطلاع على تطبيق عملي لهذه الرموز في وثيقة المعهد الأمريكي للمعايير القومية المعنونة: «مخططات كهربائية وإلكترونية»(1)، والتي نُشرت عام 1966م تحت الاسم الرمزي "USAS Yl4.l5-1966".
 معلومات عامة عن كيفية قراءة القائمة: 
- الرموز كلها مُرقّمة ترقيماً مفهرس. قُسِّم الفهرس إلى 22 قسماً، تمثل 22 مجموعة من الرموز الرسوميّة، ثُمّ جُزئ كل قسم إلى عوائل فرعيّة بحسب نوع الرموز فيه.
- الفهارس المكتوبة على خلفية بنفسجية ، تشير إلى الرموز المعتمدة من قبل اللجنة الكهروتقنية الدولية.[5]
- الأسماء المكتوبة بخط مائل: مثال، تشير إلى التسمية المعتمدة في دليل تصنيف المُعرّفات اليدوي الفيدرالي (بالإنجليزية: The Federal Item Identification Guide, Cataloging Handbook H6-1)‏.
- التعبير: مثال تطبيقي، يعني أن الرمز يجمع بين رمزين أو أكثر من رموز المعيار. لا يضّم المعيار جميع الاحتمالات الممكنة للأمثلة التطبيقيّة، ومن الممكن بناء أمثلة تطبيقية أخرى غير موجودة في هذا المعيار.

 معلومات عامة عن كيفية استعمال الرموز الرسومية: 
- يمكن تطبيق الانعكاس المرآتي على رموز الرسوم دون أن يؤثر ذلك على دلالتها، ولكن في هذه الحالة لا يُطبق الانعكاس على الأحرف والأرقام.
- لا تؤثر سماكة الخطوط على معنى الرمز، ولكن قد يستخدم خط أكثر سمكاً في بعض الحالات لتعزيز مفهوم ما.
- لا تؤثر زوايا تقاطع الخطوط على وظيفة الرمز الرسومي ما لم يُشر لذلك صراحة.
- جميع الرموز مرسومة على لوحة ذات أبعاد (100x100) بكسل، وثخانة خط الرسم هي 1 بكسل.
- يمكن رسم رموز عناصر أصغر أو أكبر بحسب الحاجة، ويمكن أيضاً، في مخطط ما تصغير أو تكبير بعض الرموز بالنسبة للبقية، ومن المستحسن استعمال قياسين للرموز فقط لا غير ضمن مخطط واحد.
- جميع رموز العناصر مرسومة بأبعاد نسبية متناسبة، ويجب الحفاظ على هذه الأبعاد النسبية عند تكبير أو تصغير الرموز.
- هناك شكلان من رؤوس الأسهم في هذا المعيار، الأسهم ذات الرؤوس المفتوحة (🡐) والأسهم ذات الرؤوس المغلقة (🠘).

## المقاومة
| الرقم التسلسلي | أيقونة الرمز | الاسم باللغة العربية                                   | الاسم باللغة الإنكليزية                                             | ملاحظات |
| -------------- | ------------ | ------------------------------------------------------ | ------------------------------------------------------------------- | --- |
| 2.1.1          |              | عام                                                    | General                                                             | - |
| 2.1.1          |              | عام                                                    | General                                                             | رمز النجمة ليس جزءاً من الرمز، ويستبدل دائماً بمعرّف يوضع داخل أو بجانب المستطيل.                                                                                |
| 2.1.2          |              | مقاومة صنبوريّة                                         | Tapped resistor                                                     | - |
| 2.1.2          |              | مقاومة صنبوريّة                                         | Tapped resistor                                                     | رمز النجمة ليس جزءاً من الرمز، ويستبدل دائماً بمعرّف يوضع داخل أو بجانب المستطيل.                                                                                |
| 2.1.3          |              | -                                                      | -                                                                   | مثال تطبيقي: مقاومة مع نقطة تماس قابلة للضبط. |
| 2.1.3          |              | -                                                      | -                                                                   | - مثال تطبيقي: مقاومة مع نقطة تماس قابلة للضبط. - رمز النجمة ليس جزءاً من الرمز، ويستبدل دائماً بمعرّف يوضع داخل أو بجانب المستطيل.                              |
| 2.1.3.1        |              | -                                                      | -                                                                   | مثال تطبيقي: مقاومة مع نقطة تماس قابلة للضبط وموقع للقطع. |
| 2.1.3.1        |              | -                                                      | -                                                                   | - مثال تطبيقي: مقاومة مع نقطة تماس قابلة للضبط وموقع للقطع. - رمز النجمة ليس جزءاً من الرمز، ويستبدل دائماً بمعرّف يوضع داخل أو بجانب المستطيل.                  |
| 2.1.4          |              | -                                                      | -                                                                   | مثال تطبيقي: مقاومة قابلة للضبط أو قابلة للضبط بشكل متواصل، مقاومة متغيرّة.                                                                                    |
| 2.1.4          |              | -                                                      | -                                                                   | - مثال تطبيقي: مقاومة قابلة للضبط أو قابلة للضبط بشكل متواصل، مقاومة متغيرّة. - رمز النجمة ليس جزءاً من الرمز، ويستبدل دائماً بمعرّف يوضع داخل أو بجانب المستطيل. |
| 2.1.5          |              | مقاومة غير خطيّة (أصيلة)                                | Nonlinear resistor (intrinsic                                       | - |
| 2.1.5          |              | مقاومة غير خطيّة (أصيلة)                                | Nonlinear resistor (intrinsic                                       | رمز النجمة ليس جزءاً من الرمز، ويستبدل دائماً بمعرّف يوضع داخل أو بجانب المستطيل.                                                                                |
| 2.1.6          |              | مقاومة حساسة للجهد (أصيلة)                             | Voltage-sensitive resistor (intrinsic                               | تُسمّى أيضاً فاريستور. |
| 2.1.6          |              | مقاومة حساسة للجهد (أصيلة)                             | Voltage-sensitive resistor (intrinsic                               | - تُسمّى أيضاً فاريستور. - رمز النجمة ليس جزءاً من الرمز، ويستبدل دائماً بمعرّف يوضع داخل أو بجانب المستطيل.                                                        |
| 2.1.6          |              | مقاومة حساسة للجهد (أصيلة)                             | Voltage-sensitive resistor (intrinsic                               | تُسمّى أيضاً فاريستور. |
| 2.1.7          |              | مقاومة مغناطيسية (أصيلة)                               | Magnetoresistor (intrinsic                                          | خطيّة. |
| 2.1.8          |              | مقاومة حراريّة                                          | Heating resistor                                                    | - |
| 2.1.8          |              | مقاومة حراريّة                                          | Heating resistor                                                    | رمز النجمة ليس جزءاً من الرمز، ويستبدل دائماً بمعرّف يوضع داخل أو بجانب المستطيل.                                                                                |
| 2.1.9          |              | أداة أو بدالة تفريع                                    | Instrument or relay shunt                                           | توصل الأداة أو البدالة إلى النقاط داخل المستطيل. |
| 2.1.10         |              | مقاومة تفرعيّة                                          | Shunt resistor                                                      | - |
| 2.1.10         |              | مقاومة تفرعيّة                                          | Shunt resistor                                                      | رمز النجمة ليس جزءاً من الرمز، ويستبدل دائماً بمعرّف يوضع داخل أو بجانب المستطيل.                                                                                |
| 2.1.11         |              | نهاية طرفيّة مُقاومة                                     | Resistive termination                                               | تُستخدم عادة في الكابلات المحورية مخططات دلائل الموجة. |
| 2.1.11.1       |              | -                                                      | -                                                                   | مثال تطبيقي: مقاومة تسلسلية ومسار مفتوح النهاية. |
| 2.1.11.2       |              | -                                                      | -                                                                   | مثال تطبيقي: مقاومة تسلسلية ومسار مقصور. |
| 2.1.11.3       |              | عنصر مقياس الإشعاع الحراري                             | Bolometer element                                                   | تحدد الخطوط (- --- -) وصلات تيار مستمر، وهي ليست جزءاً من الرمز.                                                                                               |
| 2.1.12.1       |              | ثيرمستور، مقاومة تابعة لدرجة الحرارة، عنصر تحسس حرارة  | Thermistor, thermal resistor, temperature-sensing element - General | رمز عام. |
| 2.1.12.1.1     |              | مقاومة خطيّة تابعة لدرجة الحرارة                        | Linear thermal resistor                                             | يُستخدم هذا الرمز فقط عندما يكون من الضروري الإشارة إلى خاصيّة مميزة.                                                                                           |
| 2.1.12.1.2     |              | مقاومة غير خطيّة تابعة لدرجة الحرارة                    | Nonlinear thermal resistor                                          | يُستخدم هذا الرمز فقط عندما يكون من الضروري الإشارة إلى خاصيّة مميزة.                                                                                           |
| 2.1.12.1.3     |              | مقاومة تابعة لدرجة الحرارة ذات معامل حراري موجب        | Thermal resistor, positive temperature coefficient                  | يُستخدم هذا الرمز فقط عندما يكون من الضروري الإشارة إلى خاصيّة مميزة.                                                                                           |
| 2.1.12.1.4     |              | مقاومة تابعة لدرجة الحرارة ذات معامل حراري سالب        | Thermal resistor, negative temperature coefficient                  | يُستخدم هذا الرمز فقط عندما يكون من الضروري الإشارة إلى خاصيّة مميزة.                                                                                           |
| 2.1.12.2       |              | مقاومة تابعة لدرجة الحرارة مع سخّان مُدمج مُستقل          | Thermal resistor, with independent integral heater                  | - |
| 2.1.12.2.1     |              | مقاومة غير خطيّة تابعة لدرجة الحرارة مع سخّان مُدمج مُستقل | Nonlinear thermal resistor, with independent integral heater        | يُستخدم هذا الرمز فقط عندما يكون من الضروري الإشارة إلى خاصيّة مميزة.                                                                                           |
| 2.1.13         |              | محوّل موصليّة ضوئيّة تناظري (مقاوم).                      | Symmetrical photoconductive transducer (resistive).                 | |

## المكثفة
- يمكن أن تُمثّل المكثفات بواحدة من طريقتين:

1. الطراز 1: تُمثل المكثفة بخطين مستقيمين متوازيين (مُفضل من قبل اللجنة الكهروتقنية الدولية).
2. الطراز 2: تمثل المكثفة بخطين أحدهما مستقيم والآخر منحنٍ.

- الأفضل أن تكون المسافة بين الصفيحتين بين خمس إلى ثلث طول الصفيحة.

| الرقم التسلسلي | أيقونة الرمز | الاسم باللغة العربية                                    | الاسم باللغة الإنكليزية                                         | ملاحظات |
| -------------- | ------------ | ------------------------------------------------------- | --------------------------------------------------------------- | --- |
| 2.2.1          |              | عام                                                     | General                                                         | الطراز 1 |
| 2.2.1          |              | عام                                                     | General                                                         | الطراز 2 |
| 2.2.1.1        |              | عام، مع قطب كهربائي مُحدد                                | General, with identified electrode.                             | - الطراز 1 - إذا كان من الضروري تحديد قطبي المكثفة، فيُحبذ أن يُشير العنصر المُعدّل إلى القطب الخارجي أو الأقل جهداً. |
| 2.2.1.1        |              | عام، مع قطب كهربائي مُحدد                                | General, with identified electrode.                             | - الطراز 2. - إذا كان من الضروري تحديد قطبي المكثفة، يشير القطب المُنحني إلى أحد اقطاب المكثفة بحسب ما يلي: 1. إلى القطب الخارجي في المكثفات الورقية أو السيرميكية الثابتة القيمة. 2. إلى القطب المتحرّك في المكثفات القابلة للضبط أو المتغيرة القيمة. 3. إلى القطب الأقل جُهداً في مكثفات التغذية. |
| 2.2.2          |              | مكثفة مُستقطبة                                           | Polarized capacitor                                             | الطراز 1. |
| 2.2.2          |              | مكثفة مُستقطبة                                           | Polarized capacitor                                             | الطراز 2. |
| 2.2.3          |              | مكثفة مُغلّفة                                             | Shielded capacitor                                              | الطراز 1، يمكن استعمال الطراز 2 أيضاً. |
| 2.2.4.1        |              | مكثفة قابلة للضبط أو متغيّرة، مع تحديد العنصر المتحرّك    | Adjustable or variable capacitor, with moving element indicated | - الطراز 1. - إذا كان من الضروري تعريف مكثفات التشذيب، فيُحبذ إضافة إظهار الحرف اللاتيني T إلى جانب الرمز. - إذا كان من الضروري تحديد القطب المُتحرّك، يُعلّم تقاطع رمز التغيير (السهم) مع القطب المطلوب بنقطة.                                                                                      |
| 2.2.4.1        |              | مكثفة قابلة للضبط أو متغيّرة، مع تحديد العنصر المتحرّك    | Adjustable or variable capacitor, with moving element indicated | - الطراز 1. - إذا كان من الضروري تعريف مكثفات التشذيب، فيُحبذ إضافة إظهار الحرف اللاتيني T إلى جانب الرمز. |
| 2.2.4.1        |              | مكثفة قابلة للضبط أو متغيّرة، مع تحديد العنصر المتحرّك    | Adjustable or variable capacitor, with moving element indicated | - الطراز 2. - إذا كان من الضروري تعريف مكثفات التشذيب، فيُحبذ إضافة إظهار الحرف اللاتيني T إلى جانب الرمز. |
| 2.2.5          |              | -                                                       | -                                                               | - مثال تطبيقي: مكثفتان قابلتان للضبط أو متغيّرتان مع ترابط ميكانيكيّ بين العنصرين. - الطراز 1، يمكن استعمال الطراز 2 أيضاً. |
| 2.2.6          |              | مكثفة قابلة للتعديل بشكل مستمر، أو مكثفة تفاضلية متغيرة | Continuously adjustable or variable differential capacitor      | - تزداد سعة أحد القسمين بالتوازي مع انخفاض سعة القسم الآخر. - الطراز 1، يمكن استعمال الطراز 2 أيضاً. |
| 2.2.7          |              | مُكثّفة مُزيحة للطور                                       | Phase-shifter capacitor                                         | الطراز 1، يمكن استعمال الطراز 2 أيضاً. |
| 2.2.8          |              | مكثفة ذات مجزئ مركزي                                    | Split-stator capacitor                                          | - تتغير قيمة الجزأين بشكل متزامن، زيادة أو نقصاناً. - الطراز 1، يمكن استعمال الطراز 2 أيضاً. |
| 2.2.9          |              | مكثفة تغذية                                             | Feed-through capacitor                                          | - تستخدم عادة من أجل تمرير التيارات عالية التردد إلى الهيكل. - الطراز 1، يمكن استعمال الطراز 2 أيضاً. |
| 2.2.9.1        |              | -                                                       | -                                                               | - مثال تطبيقي: مكثفة تغذية بين ملفين مع قطب ثالث موصول مع الهيكل. - الطراز 1، يمكن استعمال الطراز 2 أيضاً. |
| 2.2.10.1       |              | -                                                       | -                                                               | - نهاية طرفية سعويّة - مثال تطبيقي: مكثفة تسلسلية ومسار مفتوح النهاية. تُستخدم عادة في الكابلات المحورية مخططات دلائل الموجة. - الطراز 1، يمكن استعمال الطراز 2 أيضاً. |
| 2.2.10.2       |              | -                                                       | -                                                               | - نهاية طرفية سعويّة- مثال تطبيقي: مقاومة تسلسلية ومسار مقصور. تُستخدم عادة في الكابلات المحورية مخططات دلائل الموجة. - الطراز 1، يمكن استعمال الطراز 2 أيضاً. |
| 2.2.11         |              | مكثفة تحويل (مُفرّعة)                                     | Shunt capacitor                                                 | الطراز 2. |
| 2.2.12         |              | مكثفة اقتران                                            | Coupling capacitor                                              | - لحوامل خطوط التغذية. - الطراز 2. - النجمة ليست جزءاً من الرمز. إذا كان محدد ما مرغوباً، فإن النجمة تُستبدل بواحدة من مجموعات الحروف التالية: COM اتصال الحامل LC تحكم بحمل الحامل REL تبديل الحامل SUP إشراف على الحامل TLM قياس بعادي للحامل TT نقل خطوي للحامل                                 |
| 2.2.13         |              | بطانة للمكثفة                                           | Capacitor bushing                                               | - من أجل قواطع الدارة والمحولات. - الطراز 2. |
| 2.2.14         |              | -                                                       | -                                                               | - مثال تطبيقي: بطانة مكثفة لجهاز جهد. - الطراز 2. |
| 2.2.15         |              | -                                                       | -                                                               | - مثال تطبيقي: مكثفة اقتران حامل مع جهاز جهد (تستخدم لتزويد نظام ترددات استطاعة بجهد وأيضاً للاقتران من أجل حوامل الإشارات). - الخُطاف ليس جزءاً من الرمز. إذا كان هناك حاجة لإضافة مُحدد معين. يُستبدل الخُطاف بتركيبة من الأحرف المستعملة من رمز أداة القياس. - الطراز 2.                           |
| 2.2.16         |              | -                                                       | -                                                               | - مثال تطبيقي: مكثفة اقتران حامل مع جهاز جهد (تستخدم لتزويد نظام ترددات استطاعة بجهد فقط). - الخُطاف ليس جزءاً من الرمز. إذا كان هناك حاجة لإضافة مُحدد معين. يُستبدل الخُطاف بتركيبة من الأحرف المستعملة من رمز أداة القياس. - الطراز 2.                                                            |

## الهوائي
| الرقم التسلسلي | أيقونة الرمز | الاسم باللغة العربية                                          | الاسم باللغة الإنكليزية                      | ملاحظات |
| -------------- | ------------ | ------------------------------------------------------------- | -------------------------------------------- | --- |
| 2.3.1          |              | عام                                                           | General                                      | - |
| 2.3.1          |              | عام                                                           | General                                      | من الممكن إضافة التالي إلى جانب الرمز: - كلمات كاملة أو اختصارات للدلالة على الوظيفة. - رموز ظرفيّة لتحديد الاستقطاب أو اتجاه الإشعاع. - شكل عام للوريقات الرئيسية من المخطط القطبي. يُمثل الجذع في الرمز مُغذّي مُوازَن أو غير مُوازن. |
| 2.3.1.1        |              | -                                                             | -                                            | مثال تطبيقي: هوائي ذو جذع دوّار. |
| 2.3.2          |              | هوائي ثنائي القطب                                             | Dipole                                       | - |
| 2.3.3          |              | هوائي حلقي                                                    | Loop antenna                                 | - |
| 2.3.3          |              | هوائي حلقي                                                    | Loop antenna                                 | - |
| 2.3.3          |              | هوائي حلقي                                                    | Loop antenna                                 | - |
| 2.3.4          |              | هوائي مُوازن                                                   | Antenna counterpoise                         | - |
| 2.3.4          |              | هوائي مُوازن                                                   | Antenna counterpoise                         | - |
| 2.3.5.1        |              | استقطاب مُستوي (مُسطّح)                                          | Plane polarization                           | رمز ظرفي لتحديد الاستقطاب. |
| 2.3.5.2        |              | -                                                             | -                                            | مثال تطبيقي: هوائي ذو استقطاب أفقي. |
| 2.3.5.3        |              | -                                                             | -                                            | مثال تطبيقي: هوائي ذو استقطاب شاقولي. |
| 2.3.5.4        |              | استقطاب حلقي                                                  | Circular polarization                        | رمز ظرفي لتحديد الاستقطاب. |
| 2.3.5.5        |              | -                                                             | -                                            | مثال تطبيقي: هوائي ذو استقطاب حلقي. |
| 2.3.6.1        |              | ثابت في السمت                                                 | Fixed in azimuth                             | رمز ظرفي لتحديد اتجاه الإشعاع. |
| 2.3.6.2        |              | قابل للتعديل في السمت                                         | Adjustable in azimuth                        | رمز ظرفي لتحديد اتجاه الإشعاع. |
| 2.3.6.3        |              | ثابت مع الارتفاع                                              | Fixed in elevation                           | رمز ظرفي لتحديد اتجاه الإشعاع. |
| 2.3.6.4        |              | قابل للتعديل مع الارتفاع                                      | Adjustable in elevation                      | رمز ظرفي لتحديد اتجاه الإشعاع. |
| 2.3.6.5        |              | ثابت في السمت والارتفاع                                       | Fixed in azimuth and elevation               | رمز ظرفي لتحديد اتجاه الإشعاع. |
| 2.3.6.6        |              | باحث عن الجهة، أو مقياس راديوي للزوايا المجسمة أو مرشد لاسلكي | Direction finder, radio goniometer or beacon | رمز ظرفي لتحديد اتجاه الإشعاع. |
| 2.3.7.1        |              | -                                                             | -                                            | مثال تطبيقي: هوائي ذو اتجاه إشعاع ثابت في السمت. |
| 2.3.7.2        |              | -                                                             | -                                            | مثال تطبيقي: هوائي ذو اتجاه إشعاع مُتغيّر في السمت. |
| 2.3.7.3        |              | -                                                             | -                                            | مثال تطبيقي: هوائي ذو اتجاه إشعاع ثابت في السمت، وذو استقطاب أفقي. |
| 2.3.7.4        |              | -                                                             | -                                            | مثال تطبيقي: هوائي مع اتجاهية قابلة للضبط مع الارتفاع. |
| 2.3.7.5        |              | -                                                             | -                                            | مثال تطبيقي: هوائي باحث عن الجهة، أو هوائي مقياس راديوي للزوايا المُجسمّة أو هوائي مرشد لاسلكي. |
| 2.3.7.6        |              | -                                                             | -                                            | مثال تطبيقي: هوائي ذو اتجاه إشعاع ثابت في السمت، مستقطب شاقولياً، مع مخطط قطبي أفقي. |
| 2.3.7.7        |              | -                                                             | -                                            | مثال تطبيقي: هوائي رادار، يدور 4 مرات في الدقيقة في السمت ومتبدل في الارتفاع من 0 إلى 57 إلى 0 درجة في ثانية واحدة. |

## المُوهِن
| الرقم التسلسلي | أيقونة الرمز | الاسم باللغة العربية       | الاسم باللغة الإنكليزية                 | ملاحظات |
| -------------- | ------------ | -------------------------- | --------------------------------------- | ------- |
| 2.4.1          |              | مُوهِن ثابت، مخمّد (عام)      | Fixed attenuator; pad (general          | -       |
| 2.4.2          |              | مُوهِن متوازن ثابت، عام      | Fixed balanced attenuator, general      | -       |
| 2.4.2          |              | مُوهِن متوازن ثابت، عام      | Fixed balanced attenuator, general      | -       |
| 2.4.3          |              | مُوهِن غيرُ مُتوازن ثابت، عام  | Fixed unbalanced attenuator, general    | -       |
| 2.4.3          |              | مُوهِن غيرُ مُتوازن ثابت، عام  | Fixed unbalanced attenuator, general    | -       |
| 2.4.4          |              | مُوهِن مُتغيّر                 | Variable attenuator (general            | -       |
| 2.4.5          |              | مُوهِن مُتوازن مُتغيّر، عام     | Variable balanced attenuator, general   | -       |
| 2.4.5          |              | مُوهِن مُتوازن مُتغيّر، عام     | Variable balanced attenuator, general   | -       |
| 2.4.6          |              | مُوهِن غيرُ مُتوازن مُتغيّر، عام | Variable unbalanced attenuator, general | -       |
| 2.4.6          |              | مُوهِن غيرُ مُتوازن مُتغيّر، عام | Variable unbalanced attenuator, general | -       |

## المدخرة
| الرقم التسلسلي | أيقونة الرمز | الاسم باللغة العربية                       | الاسم باللغة الإنكليزية                         | ملاحظات                                                                   |
| -------------- | ------------ | ------------------------------------------ | ----------------------------------------------- | ------------------------------------------------------------------------- |
| 2.5            |              | مدخرة                                      | Battery                                         | الخط الطويل هو القطب الموجب دائماً، ولكن يمكن تحدد القطبية بعلامات إضافيّة. |
| 2.5.1          |              | مدخرة - منبع تيار مستمر عام                | Battery - Generalized direct-current source     | -                                                                         |
| 2.5.2          |              | مدخرة - خلية واحدة                         | Battery - one cell                              | -                                                                         |
| 2.5.3          |              | مدخرة - مُتعددة الخلايا                     | Battery - Multicell.                            | -                                                                         |
| 2.5.4          |              | مدخرة مُتعددة الخلايا مع ثلاث صنابر         | Battery - Multicell battery with 3 taps         | -                                                                         |
| 2.5.5          |              | مدخرة متعددة الخلايا مع صنبور قابل للتعديل | Battery - Multicell battery with adjustable tap | -                                                                         |

## دوال التأخير / خطوط التأخير / هياكل الموجة البطيئة
رمز النجمة ليس جزءاً من الرمز، ويستبدل بوضع مدة التأخير.
| الرقم التسلسلي | أيقونة الرمز | الاسم باللغة العربية | الاسم باللغة الإنكليزية | ملاحظات                                |
| -------------- | ------------ | -------------------- | ----------------------- | -------------------------------------- |
| 2.6.1          |              | عنصر تأخير، عام      | Delay element, general  | -                                      |
| 2.6.1          |              | عنصر تأخير، عام      | Delay element, general  | الخطان الشاقوليان يدُلان على جهة الدخل. |
| 2.6.1          |              | عنصر تأخير، عام      | Delay element, general  | -                                      |
| 2.6.1          |              | عنصر تأخير، عام      | Delay element, general  | الخطان الشاقوليان يدُلان على جهة الدخل. |
| 2.6.2          |              | عنصر تأخير صنبوري    | Tapped delay element    | -                                      |
| 2.6.2          |              | عنصر تأخير صنبوري    | Tapped delay element    | -                                      |
| 2.6.3          |              | عنصر تأخير مُتغيّر     | Variable delay element  | -                                      |
| 2.6.3          |              | عنصر تأخير مُتغيّر     | Variable delay element  | -                                      |
| 2.6.4          |              | هيكل الموجة البطيئة  | Slow-wave structure     | -                                      |
| 2.6.4          |              | هيكل الموجة البطيئة  | Slow-wave structure     | -                                      |

## المذبذب / منبع عام للتيار المتناوب
| الرقم التسلسلي | أيقونة الرمز | الاسم باللغة العربية           | الاسم باللغة الإنكليزية                            | ملاحظات |
| -------------- | ------------ | ------------------------------ | -------------------------------------------------- | ------- |
| 2.7            |              | مُذبذب منبع عام للتيار المتناوب | Oscillator. Generalized Alternating-Current Source | -       |

## المغناطيس الدائم
| الرقم التسلسلي | أيقونة الرمز | الاسم باللغة العربية | الاسم باللغة الإنكليزية | ملاحظات |
| -------------- | ------------ | -------------------- | ----------------------- | ------- |
| 2.8            |              | مغناطيس دائم         | Permanent Magnet        | -       |

## الرأس اللاقط
- تحدد الخطوط المتقطعة - --- - موقع توصيل الخط مع الرمز، وهي ليست جزءاً من الرمز.

| الرقم التسلسلي | أيقونة الرمز | الاسم باللغة العربية         | الاسم باللغة الإنكليزية                   | ملاحظات                         |
| -------------- | ------------ | ---------------------------- | ----------------------------------------- | ------------------------------- |
| 2.9.1          |              | عام                          | General                                   | -                               |
| 2.9.2          |              | كتابة، تسجيل، رأس مسجل صوت   | Writing; recording; head, sound-recorder  | -                               |
| 2.9.3          |              | قراءة، تشغيل، رأس مُنتج للصوت | Reading; playback; head, sound-reproducer | -                               |
| 2.9.4          |              | محو، ماحٍ مغناطيسي            | Erasing; magnetic eraser                  | -                               |
| 2.9.5          |              | -                            | -                                         | مثال تطبيقي: كتابة وقراءة ومحو. |
| 2.9.6          |              | مُجسّم                         | Stereo                                    | -                               |

## وحدة كهرباء انضغاطية بلورية
| الرقم التسلسلي | أيقونة الرمز | الاسم باللغة العربية        | الاسم باللغة الإنكليزية    | ملاحظات                       |
| -------------- | ------------ | --------------------------- | -------------------------- | ----------------------------- |
| 2.10           |              | وحدة كهرباء انضغاطيّة بلوريّة | Piezoelectric Crystal Unit | تتضمن وحدة مذبذب بلوري من مَرُو |

## محول إشارة / مقياس تسارع / مبدل التقاط حركي
| الرقم التسلسلي | أيقونة الرمز | الاسم باللغة العربية                      | الاسم باللغة الإنكليزية                               | ملاحظات                                                                               |
| -------------- | ------------ | ----------------------------------------- | ----------------------------------------------------- | ------------------------------------------------------------------------------------- |
| 2.11.1         |              | محول إشارة، مقياس تسارع، مبدل التقاط حركي | Transducer, Accelerometer, Motional Pickup Transducer | - رمز عام، ذو خرج كهربائي. - يُستخدم فقط إذا كان من غير الممكن استعمال رمز أكثر تخصصاً. |

## مفرقعات كهربائية
مفرقعة كهربائية (بالإنجليزية: Squib, Electric)‏.
| الرقم التسلسلي | أيقونة الرمز | الاسم باللغة العربية                                       | الاسم باللغة الإنكليزية                                  | ملاحظات |
| -------------- | ------------ | ---------------------------------------------------------- | -------------------------------------------------------- | ------- |
| 2.12.1         |              | متفجرة                                                     | Explosive                                                | -       |
| 2.12.2         |              | قادح أو مِشعل                                               | Igniter                                                  | -       |
| 2.12.3         |              | وصلة استشعار أو وصلة منصهرة أو عاملة بدرجة الحرارة المحيطة | Sensing link; fusible link, ambient-temperature operated | -       |

## المزدوجة الحرارية
وتسمّى أيضاً جهاز غير متشابه المعدن (بالإنجليزية: Dissimilar-metals device)‏.
| الرقم التسلسلي | أيقونة الرمز | الاسم باللغة العربية                  | الاسم باللغة الإنكليزية                                      | ملاحظات                                 |
| -------------- | ------------ | ------------------------------------- | ------------------------------------------------------------ | --------------------------------------- |
| 2.13.1         |              | قياس درجة الحرارة                     | Temperature-measuring                                        | -                                       |
| 2.13.2.1       |              | قياس التيار، مع سخّان مدمج مُتصل داخلياً | Current-measuring, With integral heater internally connected | كلمات الشرح والأسهم ليست جزءاً من الرمز. |
| 2.13.2.2       |              | قياس التيار، مع سخّان مدمج معزول       | Current-measuring, With integral insulated heater            | كلمات الشرح والأسهم ليست جزءاً من الرمز. |
| 2.13.3         |              | عمود حراري                            | Thermopile                                                   | -                                       |

## عنصر حراري / محوّل ميكانيكي حراري
| الرقم التسلسلي | أيقونة الرمز | الاسم باللغة العربية            | الاسم باللغة الإنكليزية                     | ملاحظات                                                                                            |
| -------------- | ------------ | ------------------------------- | ------------------------------------------- | -------------------------------------------------------------------------------------------------- |
| 2.14           |              | عنصر حراري، مُحوّل ميكانيكي حراري | Thermal Element, Thermomechanical Transduce | جهاز تشغيل، ذاتي التسخين أو مع سخّان خارجي (بشكل أساسي، لا يعمل اعتماداً على درجة الحرارة المحيطيّة). |
| 2.14           |              | عنصر حراري، مُحوّل ميكانيكي حراري | Thermal Element, Thermomechanical Transduce | جهاز تشغيل، ذاتي التسخين أو مع سخّان خارجي (بشكل أساسي، لا يعمل اعتماداً على درجة الحرارة المحيطيّة). |

## فجوة شرارة / فجوة قادح
| الرقم التسلسلي | أيقونة الرمز | الاسم باللغة العربية  | الاسم باللغة الإنكليزية | ملاحظات                                                      |
| -------------- | ------------ | --------------------- | ----------------------- | ------------------------------------------------------------ |
| 2.15           |              | فجوة شرارة، فجوة قادح | Spark Gap, Igniter Gap  | الرمز المستعمل هو رمز مانع الصواعق، ورقمه التسلسلي هو 9.3.1. |

## كاشف حرائق ذو حلقة مستمرة
| الرقم التسلسلي | أيقونة الرمز | الاسم باللغة العربية      | الاسم باللغة الإنكليزية       | ملاحظات               |
| -------------- | ------------ | ------------------------- | ----------------------------- | --------------------- |
| 2.16           |              | كاشف حرائق ذو حلقة مستمرة | Continuous Loop Fire Detector | مُستشعر لدرجة الحرارة. |

## قابس للقادح
| الرقم التسلسلي | أيقونة الرمز | الاسم باللغة العربية | الاسم باللغة الإنكليزية | ملاحظات |
| -------------- | ------------ | -------------------- | ----------------------- | ------- |
| 2.17           |              | قابس للقادح          | Ignitor Plug            | -       |

## هوامش
1. العنوان الأصلي هو (بالإنجليزية: Electrical and Electronics diagrams)‏.

### فهرس المراجع
1. ↑  IEEE 315, P.1
2. ↑  "American National Standard Canadian Standard IEEE Standard Graphic Symbols for Electrical and Electronics Diagrams (Including Reference Designation Letters)" (PDF). National Optical Astronomy Obsevatory (بالإنجليزية). 1975. Archived from the original (PDF) on 2019-02-22. Retrieved 2019-11-21.
3. ↑  IEEE 315, P.19-37
4. ↑  "USAS Yl4.l5-1966, Electrical and Electronics diagrams" (PDF). National Optical Astronomy Obsevatory (بالإنجليزية). 1966. Archived from the original (PDF) on 2019-11-21. Retrieved 2019-11-21.
5. ↑  "IEC 60617:2012 DB Graphical symbols for diagrams", 2012. نسخة محفوظة 12 يوليو 2017 على موقع واي باك مشين.

### معلومات المراجع الكاملة
- 315-1975 - IEEE Standard American National Standard Canadian Standard Graphic Symbols for Electrical and Electronics Diagrams (Including Reference Designation Letters) (بالإنجليزية). Institute of Electrical and Electronics Engineers. 1993. DOI:10.1109/IEEESTD.1993.93397. ISBN:0-7381-0947-9. QID:Q115728458.

## وصلات خارجية
- صفحة المعيار على موقع معهد مهندسي الكهرباء والإلكترونيات. (التسجيل مطلوب)